# Archophileurus chaconus
Archophileurus chaconus är en skalbaggsart som beskrevs av Hermann Julius Kolbe 1910. Archophileurus chaconus ingår i släktet Archophileurus och familjen Dynastidae. Inga underarter finns listade.